# Kürnberg (Stamsried)

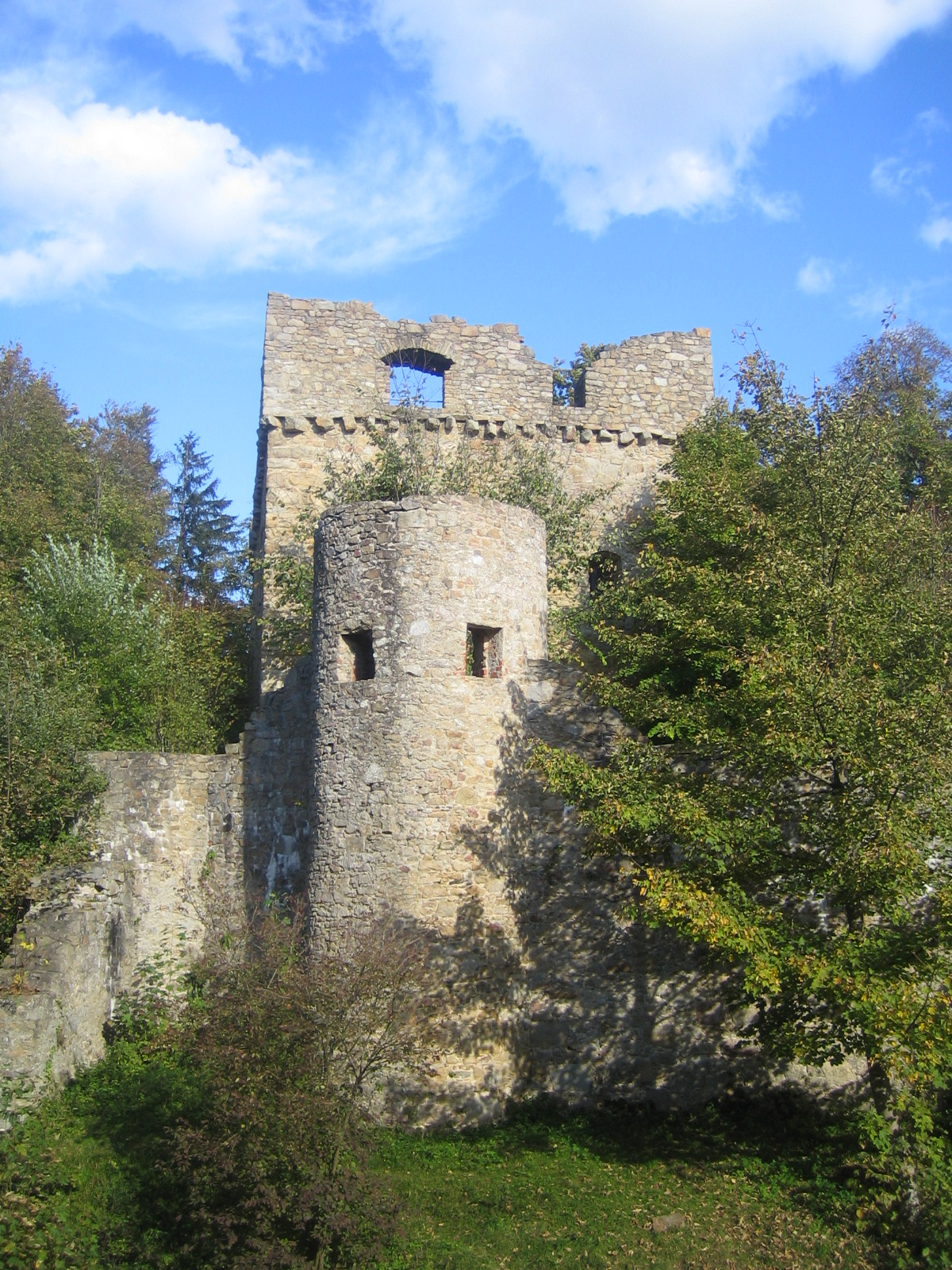
Burgruine Kürnberg

Die Einöde Kürnberg ist ein Gemeindeteil des Marktes Stamsried im Oberpfälzer Landkreis Cham in Bayern. Der Hauptort Stamsried liegt knapp eineinhalb Kilometer nordöstlich.

## Geschichte
Im Jahr 1354 erhielt Dietrich der Kürner, auf Kürn und in Stamsried, die Bewilligung von Pfalzgraf Rupprecht II. (1325–1398) auf dem Haidberg eine Burg zu erbauen. Seitdem nannte er sich Kürner von Kürnberg.

## Baudenkmäler
- Burgruine Kürnberg

Siehe auch: Liste der Baudenkmäler in Kürnberg